# Sundacarpus
Sundacarpus (лат.) — род хвойных растений семейства подокарповых.

## Название
Родовое научное название Sundacarpus происходит от индонезийского названия Зондских островов. Видовое название amarus переводится с латинского языка как «горький».

## Распространение и экология
Страны произрастания рода: Австралия (Квинсленд), Индонезия (Ява, Малуку, Папуа, Сулавеси, Суматра), Малайзия (Сабах), Папуа — Новая Гвинея (архипелаг Бисмарка), Филиппины, Восточный Тимор. Род произрастает в тропических вечнозелёных дождевых лесах. Редко произрастает на уровне моря, но становится обычным от 500 до 2200 м над уровнем моря и обнаружен на высоте до 3000 м на горе Кинабалу в штате Сабах. От нижних до средних высотах вид растёт с такими хвойными: Agathis, Dacrycarpus, Falcatifolium gruezoi, Dacrydium; покрытосеменными: Cryptocaria pomatia, Dysoxylum, Macaranga, Ficus и многими другими видами деревьев. Часто растёт на латозолях (почвы тропических дождевых лесов, богатые оксидами железа и алюминия), полученных из андезита, базальта, гранита или, реже на песчаных почвах или на болотах. На высоких высотах растёт в моховых лесах и становится низкорослым.

## Морфология
Это медленнорастущее, вечнозелёное дерево 10—60 м в высоту, со стволом 12—140 см в диаметре. Кора с многочисленными трещинами. Листья 5-15 см длиной, узкие. Пыльцевые шишки размером 15—35 на 2,5—3,5 мм. Двудомное дерево. Семена имеют диаметр 20 мм, 2n = 38.
Шишки растут одиночно или небольшими группами.

## Классификация
По данным сайта The Plant List, род включает в себя один вид:
- Sundacarpus amarus

## Использование
Древесина деревьев иногда достигает очень больших запасов и вырубается часто вместе с другими подокарповыми. Древесина распиливается и используется для строительства, конструкций и столярных изделий, а также мебели. Кроме некоторых коллекций ботанических садов, род неизвестен в садоводстве или как посаженное лесное дереве.

## Угрозы и охрана
Основной угрозой для этого рода является вырубки. Этот род произрастает на нескольких природоохранных территориях.